# Plateau Cariboo
Il Plateau Cariboo è un plateau vulcanico situato nella parte centro-meridionale della Columbia Britannica, in Canada. Fa parte del Plateau Fraser che a sua volta è una delle maggiori suddivisioni dell'Interior Plateau. 

## Geografia
Il limite meridionale del plateau è dato dal Fiume Bonaparte, anche se alcune definizioni includono il Plateau Bonaparte fino al fiume Thompson, che propriamente è una suddivisione del Plateau Thompson. La porzione del Plateau Fraser a ovest del fiume Fraser è conosciuta come Plateau Chilcotin, anche se a volte viene erroneamente considerata come facente parte del Plateau Cariboo, che invece è situato a est del fiume Fraser. 
Come regione e identità storica, il Cariboo è considerato estendersi fino a sud del fiume Thompson, confinando con la città di Kamloops al vertice sudorientale e arrivando fino al villaggio di Lytton, alla confluenza dei fiumi Fraser e Thompson. La città di Lillooet viene generalmente inclusa nel Cariboo.
Il Cariboo viene normalmente suddiviso in tre settori: nord, centro e sud. Il centro più attivo della parte nord è la città di Quesnel; nella parte centrale è la città di Williams Lake, mentre per il sud è la municipalità distrettuale di 100 Mile House.
Il Plateau Chilcotin, a ovest del fiume Fraser, è spesso considerato come parte del Cariboo; la regione a sud e immediatamente a ovest di Lillooet viene chiamata Cariboo Ovest.

## Geologia
Il Plateau Cariboo è costituito di lava basaltica risalente al tardo Miocene del Gruppo di Chilcotin, un gruppo costituito da rocce vulcaniche che è quasi parallelo al Plateau Fraser. Si estende lungo l'adiacente cintura vulcanica Garibaldi nelle Montagne Costiere. Il vulcanismo del Plateau Cariboo viene considerato come un effetto dell'estensione della crosta terrestre dietro alla zona di subduzione della Cascadia.